# Estopa (àlbum)
Estopa és el disc debut del duo espanyol de Rumba/Rock, Estopa. Va aconseguir vendre 1.200.000 d'exemplars mantenint encara avui, el rècord de vendes per a un grup debutant.

## Llista de cançons
| Núm. | Títol                         | Durada |
| ---- | ----------------------------- | ------ |
| 1.   | «Tu calorro»                  | 3:12   |
| 2.   | «La raja de tu falda»         | 3:25   |
| 3.   | «Me falta el aliento»         | 3:40   |
| 4.   | «Tan solo»                    | 4:32   |
| 5.   | «Poquito a poco»              | 3:04   |
| 6.   | «Suma y sigue»                | 3:15   |
| 7.   | «El del medio de los Chichos» | 3:47   |
| 8.   | «Como Camarón»                | 3:22   |
| 9.   | «Exiliado en el lavabo»       | 3:16   |
| 10.  | «Estopa»                      | 3:35   |
| 11.  | «Cacho a cacho»               | 2:30   |
| 12.  | «Bossanova»                   | 3:16   |

## Posició en llistes
| Llistes (1999)       | Millor posició |
| -------------------- | -------------- |
| Espanya (PROMUSICAE) | 1              |

## Certificacions
| País    | Organisme certificador | Certificació | Vendes certificades | Ref   |
| ------- | ---------------------- | ------------ | ------------------- | ----- |
| Espanya | PROMUSICAE             | 11x Platí    | 1.100.000           | [ 2 ] |